# K2 – Das letzte Abenteuer
K2 – Das letzte Abenteuer, alternativ K2 – Berg der Berge oder K2: The Ultimate High, DVD-Titel: K2 – Aus sportlichem Spiel wird blutiger Ernst, ist ein Abenteuerfilm aus dem Jahr 1991. In dem Bergsteigerdrama spielen Michael Biehn und Matt Craven die Hauptrollen. Der Film basiert auf einem Bühnenstück von Patrick Meyers. Gedreht wurde der Film an Originalschauplätzen (Kaschmir-Region, Pakistan) sowie in British Columbia (Kanada).

## Handlung

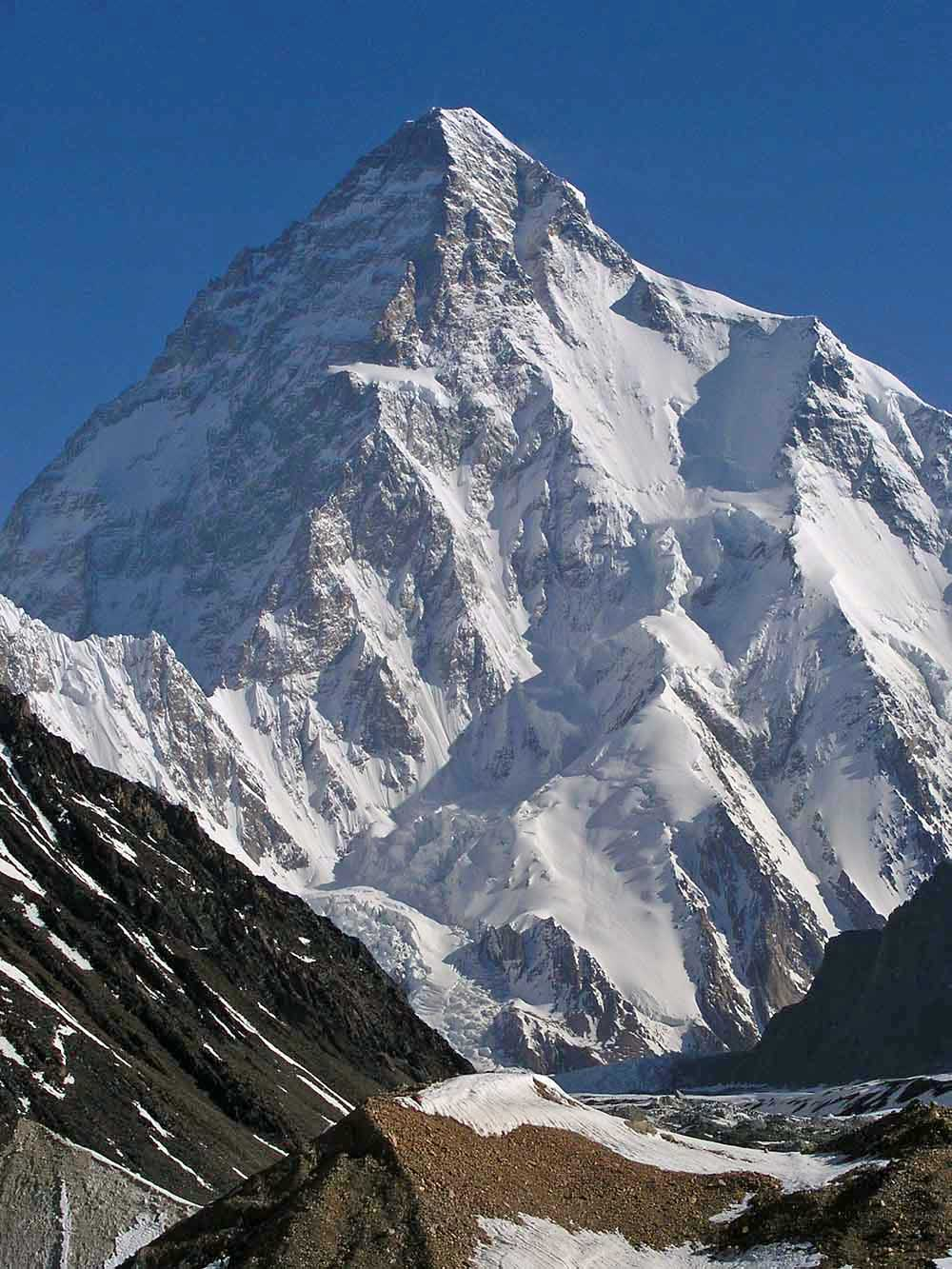
Der K2

Taylor und Harold sind gute Freunde und passionierte Bergsteiger. Auf einer ihrer gemeinsamen Klettertouren treffen sie auf den Milliardär Phillip Claiborne, der eine Expedition auf den K2, den zweithöchsten Berg der Erde, plant. Als zwei Bergsteiger aus seinem Team bei einem Lawinenabgang ums Leben kommen, nutzt Taylor bei der Beerdigung die Gelegenheit, Claiborne davon zu überzeugen, dass er die entstandene Lücke mit ihm und seinem Kameraden Harold füllen sollte. Schließlich seien beide erfahren genug, um einen der schwierigsten Gipfel der Welt zu bezwingen. Schließlich willigt Claiborne ein und nimmt die beiden Bergsteiger mit auf die Expedition.
Der Anstieg auf den Berg erweist sich als sehr schwierig. Beim Überqueren einer Gletscherspalte stürzen mehrere Expeditionsteilnehmer, darunter auch Malik, der Mittelsmann der Sherpas, in die Tiefe, können aber von ihren Kameraden, darunter auch Harold, gerettet werden. Dann gibt es da noch Auseinandersetzungen mit den Lastenträgern, den Sherpas: Sie sind mit ihrer Entlohnung unzufrieden und wollen mit den Expeditionsteilnehmern neu verhandeln. Schließlich wird ihnen u. a. ein Bonus für einen gewissen Teilabschnitt des Aufstiegs gewährt. Trotzdem weigern sich die Sherpas später, die letzte Etappe auf den Berg mitzugehen, weil sie sich vor Geistern fürchten. Schließlich kann Malik berichten, dass ein Teil der Lastenträger bereit ist, doch weiter mit auf den Berg zu steigen.
Da nun ein Großteil der Lastenträger fehlt, kann die komplette Ausrüstung nicht mehr weiter transportiert werden. Sie errichten ein Basis-Camp und es wird von Claiborne beschlossen, dass nur zwei Bergsteiger den Gipfel erklimmen sollen, nämlich Dallas und Takane. Bei ihrem nächtlichen Aufstieg geraten die beiden in einen Schneesturm und Dallas kommt ums Leben. Takane kehrt zwar um und schafft es noch ins Basis-Camp bis zum Zelt von Taylor und Harold, erliegt aber nach vergeblichen Wiederbelebungsversuchen der beiden seinen schweren Erfrierungen.
Daraufhin sollen nun Taylor und Harold den Gipfel besteigen und nach Dallas suchen, können ihn allerdings beim Aufstieg nicht ausfindig machen. Schließlich schaffen es die beiden Bergkameraden mit letzter Kraft, den Berggipfel zu bezwingen. Währenddessen erfahren sie über das Funkgerät, dass es Claiborne, der sich aufgrund der extremen Höhe ein Lungenödem zugezogen hatte, immer schlechter gehe. Er müsse schnellstmöglich auf eine geringere Höhe und mit einem Hubschrauber ins Krankenhaus gebracht werden.
Beim Abstieg vom Gipfel des K2 schlägt das Wetter um; durch einen Fehltritt an einer vereisten Stelle am Berghang stürzt Harold ab und reißt Taylor mit in die Tiefe. Taylor kann seinen Sturz mit seinem Eispickel abfangen, Harold dagegen stürzt weiter in die Tiefe, schlägt hart auf und bricht sich dabei das Bein. Taylor eilt ihm zur Hilfe und schient ihm das Bein. Der weitere Abstieg gestaltet sich als sehr schwierig, da Harold nicht mehr aus eigener Kraft den Abstieg bewältigen kann; er ist jetzt voll und ganz auf die Hilfe seines Freundes angewiesen.
Beide fühlen sich mehr und mehr ob der schwierigen Wetterbedingungen und der extremen Höhe ihrer Kräfte beraubt. Schließlich bittet Harold seinen Freund, ihn alleine zurückzulassen. Dieser will seinen Kameraden nicht im Stich lassen, entschließt sich dann aber doch, alleine hinunter zu steigen. Bei seinem Abstieg findet er Dallas – erfroren. Er nimmt dessen Ausrüstung, zusammen mit ein paar Adrenalin-Spritzen, an sich und kehrt zu Harold zurück. Nachdem Harold das Adrenalin verabreicht wurde raffen sich die beiden auf und setzen ihren Abstieg fort.
Im Basis-Camp hat man inzwischen die Hoffnung schon fast aufgegeben, dass Harold und Taylor jemals lebend zurückkehren. Claiborne fasst schließlich den Entschluss, ohne die beiden mit seinem restlichen Team abzufliegen. Malik allerdings legt Protest ein und weist den Hubschrauberpiloten an, nach den vermissten Bergsteigern zu suchen. Schließlich verdanke er einem von ihnen, nämlich Harold, sein Leben.
Inzwischen sind Taylor und Harold am Ende ihrer Kräfte und schleppen sich nur noch mühsam fort. Da taucht plötzlich der Hubschrauber vor ihnen auf und die beiden sind gerettet.

## Kritiken
„Franc Roddams […] überwältigende Gipfeljagd ist das Actionnirvana für Sportfreaks. […] Sein brillant fotografierter Kampf mit den Urgewalten des Berges verzichtet weitgehend auf symbolüberladene Botschaften, sondern bietet Adrenalin pur für Fans, die auf ihre Kosten kommen wollen, ohne Gewaltorgien auf sich zu nehmen. Über vereinzelte Banalitäten des Drehbuchs hilft das hohe Tempo des Films und die sympathische und glaubwürdige Leistung des Teams Biehn und Matt Craven […] hinweg. […]“

„Der Reißer basiert zwar auf einem Theaterstück, besticht aber mit gewagten Stunts und grandiosen Landschaftsaufnahmen. – Nerven und Seile zum Zerreißen gespannt.“

„Ein zunächst zähes, dann zunehmend spannendes Abenteuerspektakel mit atemberaubenden Naturaufnahmen […] Hervorragend gespielt.“